# Hemerobius montsae
Hemerobius montsae is een insect uit de familie van de bruine gaasvliegen (Hemerobiidae), die tot de orde netvleugeligen (Neuroptera) behoort. 
Hemerobius montsae is voor het eerst wetenschappelijk beschreven door Monserrat in 1996.